# آقا حسن عابدی
آقا حسن عابدی (اردو: Nastaliq؛ ۱۹۲۲ – ۱۹۹۵) بانکدار اهل پاکستان بود، که در سال ۱۹۵۹ یونایتد بنک را تأسیس کرد.